# Pristaniška četrt Bryggen
Pristaniška četrt Bryggen, znana tudi kot Tyskebryggen (norveško za nemški dok), je niz poslovnih stavb hanzeatske dediščine, ki se vrstijo na vzhodni strani pristanišča Vågen v mestu Bergen na Norveškem. Bryggen je od leta 1979 na Unescovem seznamu svetovne kulturne dediščine.
Mesto Bergen je bilo ustanovljeno okoli leta 1070 znotraj meja Tyskebryggen. Okoli leta 1350 je bil tam ustanovljen Kontor Hanzeatske lige in Tyskebryggen je postal središče hanzeatske komercialne dejavnosti na Norveškem. Danes so v Bryggnu muzeji, trgovine, restavracije in pubi.

## Zgodovina
Bergen je bil ustanovljen pred letom 1070. V srednjem veku je območje Bryggen zajemalo vse stavbe med morjem in cesto Stretet (Øvregaten), od Holmena na severu do Vågsbunnen na jugu. Po Sagah je bilo mesto ustanovljeno na tem območju.
Ena najzgodnejših konstrukcij pomola je bila datirana v leto okoli 1100, obstoječe stavbe pa so veliko poznejšega datuma, le Schøtstuene in nekatere stavbe proti Julehusetu so izvirniki iz leta 1702.
Okrog leta 1350 je bil v Bryggnu ustanovljen urad Hanzeatske lige. Ko se je mesto razvilo v pomembno trgovsko središče, so se pomoli izboljšali in stavbe v Bryggnu so postopoma prevzeli hanzeatski trgovci. Skladišča so bila uporabljena za shranjevanje blaga, zlasti rib iz severne Norveške in žit iz Evrope.
Leta 1702 je stavbe, ki so pripadale Hanzeatski ligi, poškodoval požar. Obnovili so jih, nekaj teh je bilo kasneje porušenih, nekaj pa jih je ponovno uničil požar. Leta 1754 se je delovanje urada v Bryggnu končalo, ko so bile vse nepremičnine prenesene na norveške državljane.
Skozi zgodovino je Bergen doživel veliko požarov, saj je bila večina njegovih hiš tradicionalno narejenih iz lesa. To je veljalo tudi za Bryggen in danes je bila približno četrtina zgrajena po letu 1702, ko so pogorela starejša skladišča ob pomolu in upravne stavbe. Ostalo sestavljajo pretežno mlajši objekti, nekaj pa je tudi kamnitih kleti iz 15. stoletja.
Deli Bryggna so bili ponovno uničeni v požaru leta 1955. Sledila so trinajstletna arheološka izkopavanja, ki so razkrila vsakodnevne runske napise, znane kot Bryggenski napisi. Bryggenski muzej je bil zgrajen leta 1976 na delu mesta, ki ga je očistil požar.

## Arhitekturna dediščina
Bryggen je bil leta 1979 uvrščen na Unescov seznam svetovne dediščine po merilu (iii): Bryggen nosi sledove družbene organizacije in ponazarja uporabo prostora v četrtini hanzeatskih trgovcev, ki sega v 14. stoletje. Gre za vrsto severnega »fondaca«, ki mu ni para na svetu, kjer so strukture ostale znotraj mestne krajine in ohranjajo spomin na eno najstarejših velikih trgovskih pristanišč severne Evrope.
Pomembne hiše v Bryggnu so Bellgården (300 let stara stavba), Svensgården, Enhjørningsgården, Bredsgården, Bugården, Engelgården. Najstarejša in najvišja stavba na tem območju je cerkev sv. Marije. Ulice so Jacobsfjorden. Muzeji so Bryggensski muzej in Hanseatski muzej ter Schøtstuene.
- Panorama
- Bryggen
- Panorama pristanišča Bergen
- Bryggen ponoči
- Kratek video sprehoda skozi Bryggen